# Animals Should Not Try to Act Like People
Animals Should Not Try to Act Like People es un álbum de la banda de rock estadounidense Primus, publicado el 7 de octubre de 2003. El álbum contiene un disco de DVD con vídeoclips, entrevistas y presentaciones en vivo, más un EP conformado por cinco canciones nuevas.

## Lista de canciones del EP
| N.º | Título                                | Duración |  |
| 1.  | «The Carpenter and the Dainty Bride»  | 6:35     |  |
| 2.  | «Pilcher's Squad»                     | 1:54     |  |
| 3.  | «Mary the Ice Cube»                   | 4:37     |  |
| 4.  | «The Last Superpower aka Rapscallion» | 7:16     |  |
| 5.  | «My Friend Fats»                      | 7:55     |  |